# Courtauly
Courtauly ist eine Gemeinde im französischen Département Aude in der Region Okzitanien. Sie gehört zum Arrondissement Limoux und zum Kanton La Haute-Vallée de l’Aude. 
Nachbargemeinden sind Peyrefitte-du-Razès im Nordwesten, Pomy im Norden, Villelongue-d’Aude im Osten, Saint-Benoît im Süden, Sonnac-sur-l’Hers im Südwesten und Corbières im Westen.

## Bevölkerungsentwicklung
| Jahr      | 1962 | 1968 | 1975 | 1982 | 1990 | 1999 | 2007 | 2015 |
| --------- | ---- | ---- | ---- | ---- | ---- | ---- | ---- | ---- |
| Einwohner | 72   | 76   | 66   | 61   | 64   | 73   | 74   | 70   |